# Ẩm thực Malaysia

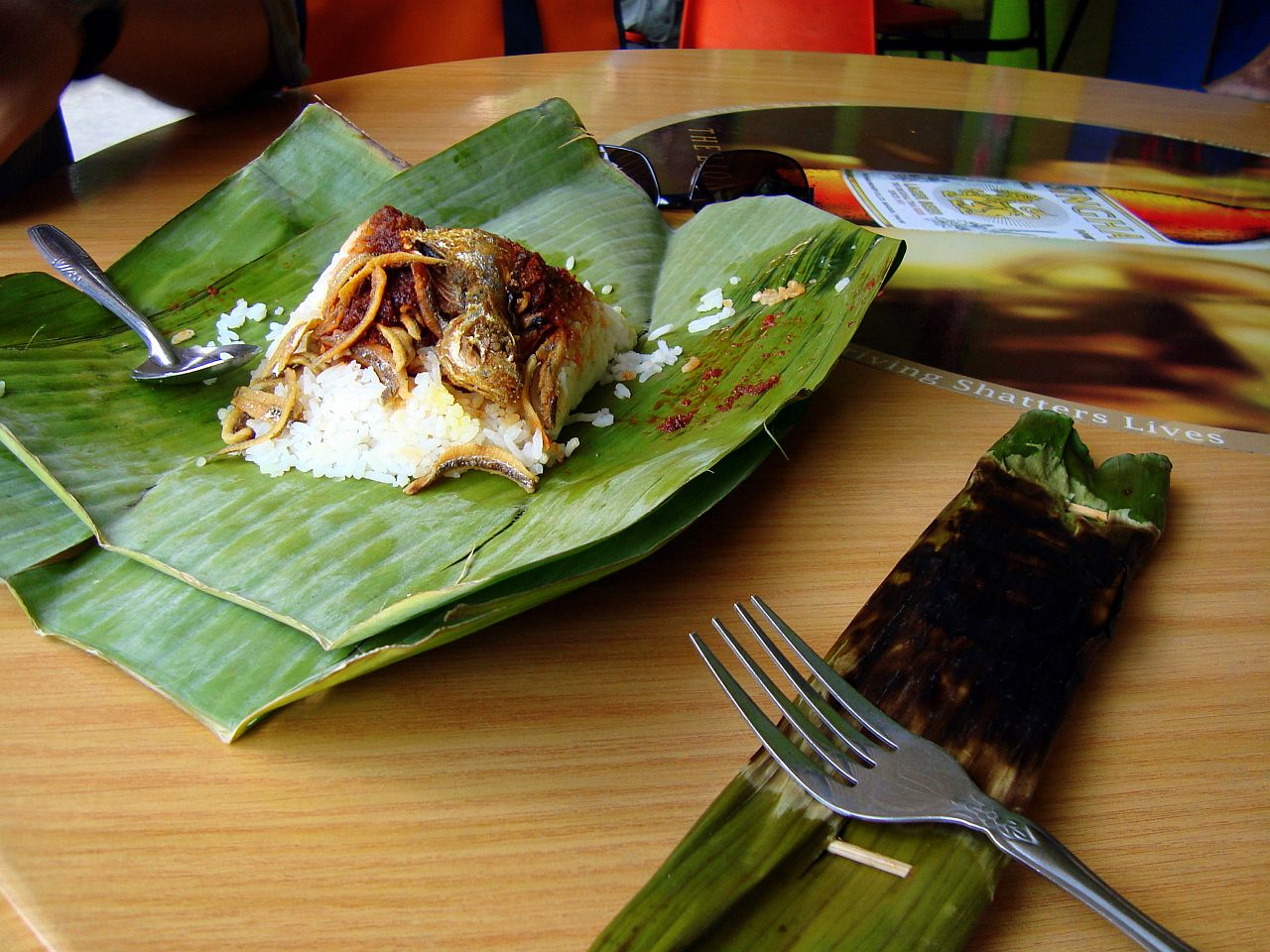
Một món xôi kiểu Mã Lai (Nasi lemak)

Ẩm thực Malaysia gồm nghệ thuật chế biến và truyền thống ẩm thực trong các quốc gia Đông Nam Á của Malaysia, và phản ánh đặc trưng đa dân tộc của dân số của nó.

## Tổng quan
Phần lớn người dân Malaysia khoảng có thể được chia cho ba nhóm dân tộc chính: Người Mã Lai, người Hoa tại Mã Lai và người Ấn Độ. Phần còn lại bao gồm các dân tộc bản địa của Sabah và Sarawak ở Đông Malaysia, Orang Asli của bán đảo Malaysia, Peranakan và cộng đồng creole Á-Âu, cũng như một số lượng đáng kể của công nhân và những người nước ngoài.
Do kết quả của việc di cư lịch sử, sự thuộc địa của các cường quốc nước ngoài, và vị trí địa lý của nó trong khu vực nhà rộng hơn, phong cách ẩm thực của Malaysia trong ngày nay chủ yếu là một sự trộn lẫn của các truyền thống từ người Mã Lai, Trung Hoa, Ấn Độ, Indonesia và dân tộc dân Borneo, chịu ảnh hưởng với mức độ ít nhiều khác nhau của các nền ẩm thực Thái Lan, Bồ Đào Nha, Hà Lan, Anh. Điều này dẫn đến một bản giao hưởng của hương vị, làm cho món ăn Malaysia rất phong phú và đa dạng.
Do bán đảo Malaysia chia sẻ một lịch sử văn hóa chung với Cộng hòa Singapore, người ta thường tìm thấy phiên bản của cùng một món trên cả hai bên biên giới, không phân biệt nơi xuất xứ. Malaysia cũng có điểm chung mối quan hệ lịch sử, văn hóa, dân tộc và chặt chẽ với Indonesia, và cả các quốc gia thường tuyên bố chung một nguồn gốc cho các món ăn như nasi goreng và sa tế.

## Các món

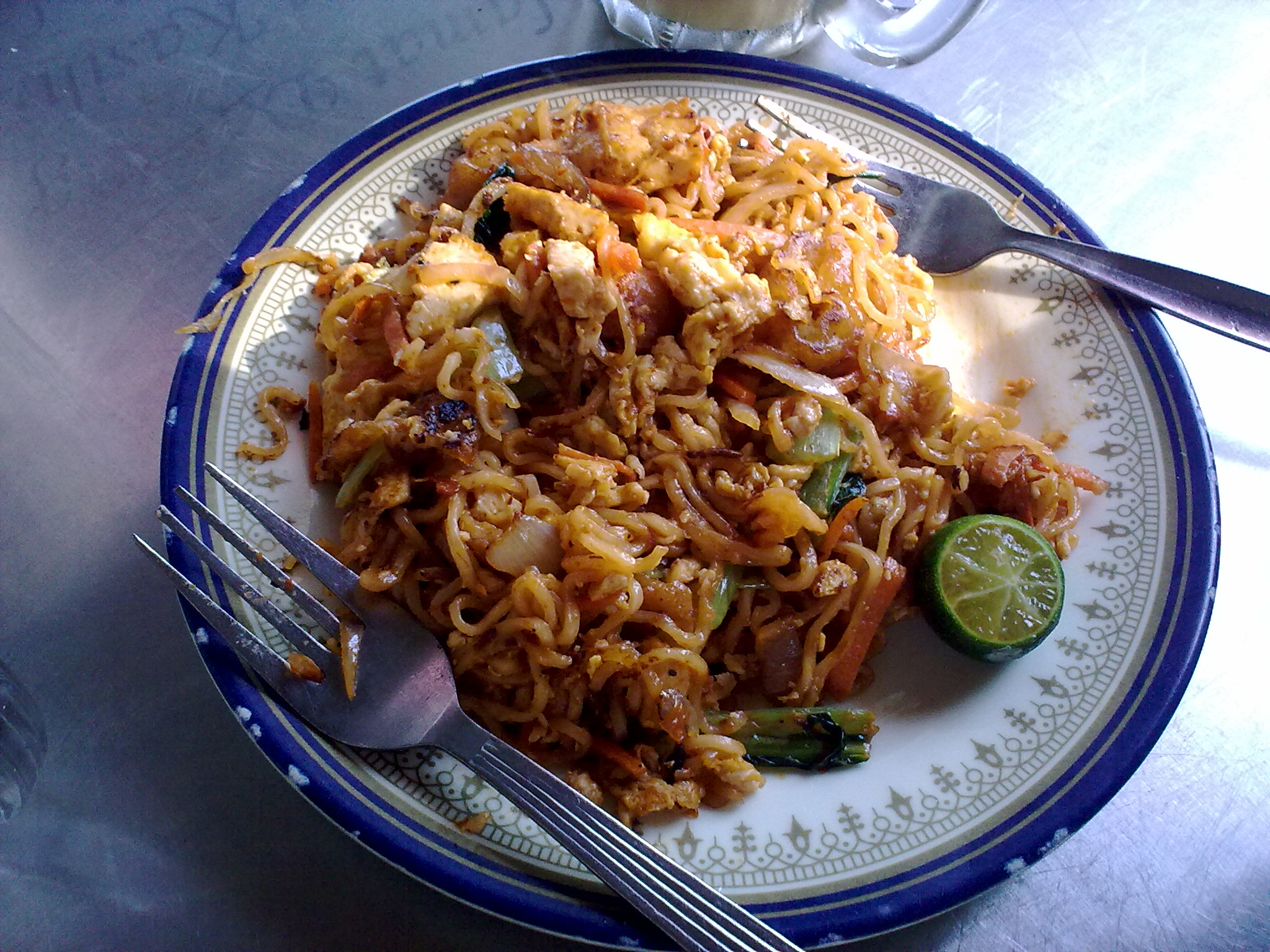
Món mì xào kiểu Mã Lai

Mỳ Assam Laksa là món ăn quốc hồn quốc túy của Malaysia. Mỳ Assam Laksa có sợi mỳ to, dai giòn hòa trong nước dùng được chế biến từ canh chua cá. Vị chua được tạo nên từ Assam (me chua) kết hợp với vị ngọt từ thịt cá thu thái lát cùng các loại rau như rau thơm, hành lá, bạc hà, gừng tạo nên một bát mỳ nóng hổi mang hương vị cay nồng, đậm đà khó quên.
Cơm cà ri Nasi Kandar là món ăn có nguồn gốc từ cộng đồng người Ấn Độ ở Malaysia này được bày bán phổ biến trên các quán ăn vỉa hè ở Penang. Điểm tạo nên sự khác biệt cho Nasi Kandar chính là nhờ nước sốt cà ri với gia vị cay nồng, ấm nóng. Cùng với cơm nóng, người ăn có thể chọn kết hợp cùng nhiều loại thức ăn khác nhau như thịt bò, thịt gà, tôm, trứng tráng, mướp tây, bầu đắng và cà.
Hokkien Mee là một món mì của người Phúc Kiến ở Malaysia. Có 2 địa điểm thưởng thức món mỳ Hokkien Mee nổi tiếng nhất Malaysia là ở thủ đô Kuala Lumpur và đảo Penang. Tuy nhiên, cách chế biến món ăn này ở hai nơi lại có sự khác biệt. Hokkien Mee ở Kuala Lumpur được làm từ những sợi mỳ trứng vàng trộn với nước sốt tương màu nâu sánh sánh, sệt. Món mì này có thịt lợn, mực ống, tôm cùng một ít sambal belacan tạo vị cay nồng. Còn món mì Hokkien Mee ở Penang có thịt lợn và nước dùng xương hầm.
Thịt xiên nướng sa tế: thịt xiên được tẩm ướp với đậu lạc và một số loại gia vị đặc trưng riêng cho hương vị đậm đà rồi đem nướng trên bếp than đỏ rực. Thịt được dùng để làm món nướng sa tế có thể thể là thịt gà, thịt dê, cừu hoặc bò thái lát mỏng sau đó xiên vào que tre đã vót nhọn đầu.
Xa lát trộn rau quả Rojak: Rojak là một loại gỏi xa lát được làm từ các loại rau, củ, quả thái nhỏ như xoài xanh, táo xanh, dưa chuột, đu đủ, ổi... hòa trong nước sốt cay cay và vị mặn nồng của mắm tôm trộn với tàu hũ rán, bên trên rắc đậu lạc giã nhỏ.
Pasembur hay còn gọi là Mamak Rojak là món ăn gồm khoai luộc, trứng luộc, củ cải, dưa chuột thái nhỏ, đậu phụ, mực, tôm chiên, bạch tuộc trộn đều trong hỗn hợp nước sốt cay ngọt của đậu phộng, tương ớt và khoai lang.
Mee Siam là món mì được chế biến từ me, tôm khô và hạt đậu được lên men. Những sợi mỳ ngấm trong nước sốt với vị ngọt thơm của tôm, thịt gà, trứng tráng cắt nhỏ, đậu phụ, trứng luộc và một chút hành lá xanh.
Char Kuey Teow hay hủ tiếu Char là món ăn đặc biệt được yêu thích tại Malaysia và được coi là đặc sản của vùng đảo Penang. Hủ tiếu được làm từ mỳ gạo xào với nước tương đen cùng các loại hải sản bổ dưỡng như tôm, sò, rắc lên trên là trứng tráng xắt nhỏ, giá đỗ, hành lá và một chút tương ớt cay.
Cơm Nasi Lemak là gạo được nấu chín cùng nước dừa. Cơm giữ được mùi vị thơm ngon và ăn đúng điệu nhất khi được gói trên lớp lá chuối xanh, ngoài ra còn có lạc rang muối giòn, cá khô, thịt nai khô, tương ớt và hoàn thiện với dưa chuột và trứng luộc cắt miếng. Đôi khi, cơm Nasi Lemak còn có thêm cả thịt gà, thịt bò, hải sản hoặc cà ri cừu cho thêm phần đậm đà.
Wonton Mee hay Mỳ hoành thánh là món ăn có nguồn gốc từ Trung Hoa với nhiều phiên bản khác nhau, từ mỳ xào khô cho đến mỳ nước, tuy nhiên ổi tiếng nhất phải kể đến món mỳ xào khô ở Penang. Món này làm từ mỳ trứng vàng trộn trong nước sốt sambal cay nóng, ăn kèm với há cảo hấp, luộc hoặc chiên cùng với một ít thịt xá xíu, rau cải xanh ngọt và hành lá.